# Chapéu-palheta

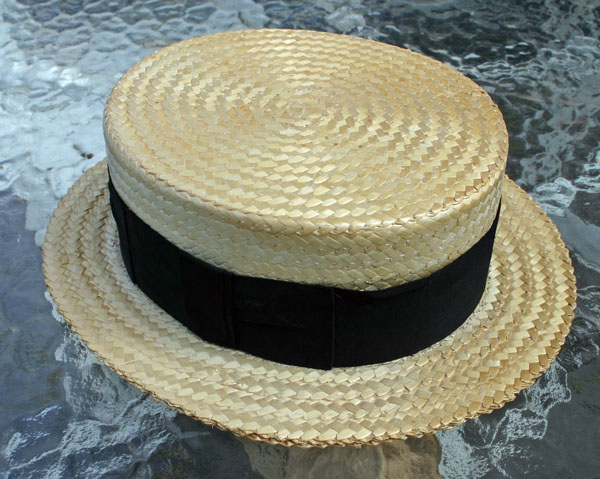
Chapéu-palheta.

O chapéu-palheta é um tipo de chapéu de palha com textura rígida, muito popular nas primeiras décadas do século XX.

## Origem e popularização
O seu uso tem origem como acessório em competições de canoagem, durante o século XIX. No alvorecer do XX, já era um modismo popular nos Estados Unidos.

## Brasil
No Brasil, o item já era conhecido desde os primeiros anos do século XX, mas se popularizou ainda mais na década de 1920, com a influência da cultura norte-americana, que atingia o país principalmente através do cinema. Até o início dos anos 40 foi um acessório comum no vestuário do brasileiro. Durante a Segunda Guerra Mundial, o chapéu-palheta começou a entrar em desuso no país, até desaparecer.

### Cultura popular
Nos anos 30 o palheta foi largamente usado pelos boêmios do bairro da Lapa, no Rio de Janeiro. A razão era o seu baixo custo somada ao seu formato (que evoca o que é tropical). Com isso, tal chapéu passou a fazer parte da figura do malandro, no imaginário popular brasileiro. Um exemplo é o Zé Carioca (que usa chapéu-palheta), personagem criado por Walt Disney para estereotipar o brasileiro. Talvez foi esse o motivo do palheta ter diminuído a sua popularidade nos anos 40, embora acontecesse o mesmo no exterior.

## Referência bibliográfica
- _________. Nosso Século. São Paulo: Editora Abril, 1980. 5 vol. Volume 2.